# 藤間勘十郎 (8世)
八世 藤間 勘十郎（はっせい ふじま かんじゅうろう、1980年3月13日 - ）は、日本舞踊家。
日本舞踊宗家藤間流宗家。本名、藤間良（ふじま りょう）。高校卒業後より歌舞伎の振付師としても活動し、若手俳優への舞踊指導を行っているほか、苫船(とまぶね)の名前で作詞・作曲・脚本も手がけている。
幼少期に藤間 遼太（ふじま りょうた）の名で子役俳優としても活動したことがある。

## 略歴
- 1983年4月 「七世宗家継承の会」にて藤間凌（リョウ）を名乗り長唄『雨の五郎』で初舞台。
- 1986年1月 「第一回藤間康詞リサイタル」にて藤間資真（すけまさ）を名乗る。
- 1987年 『独眼竜政宗』（NHK大河ドラマ）に子役として出演。伊達政宗の幼少期・梵天丸を演じ、「梵天丸もかくありたい」のセリフは一世を風靡した[5][6]。
- 1990年9月 「宗家藤間流襲名舞踊会」にて、二世・藤間康詞（みちのり）を襲名。
- 1998年11月 「第一回藤間康詞の会」主宰。
- 2001年3月 「第一回一心會」を田中傳次郎と共催。
- 2002年9月 「二世勘祖13回忌追善　三世勘祖・八世勘十郎襲名舞踊会」にて、八世宗家・藤間勘十郎襲名。
- 2003年　芸術選奨文部科学大臣賞新人賞受賞
- 2004年4月 「第一回苫舟の会（作・作曲・振付の会）」を主宰。
- 2009年7月 「第一回　藝夢　～真の芸の伝承～」を主宰[7]。
- 2007年3月 フランス・オペラ座の歌舞伎公演に振付師として参加。
- 2014年8月 七代目市川染五郎と日本舞踊尾上流三代目尾上菊之丞とで行ってきた「趣向の華」ファイナル公演[8][9]。
- 2016年4月 ニコニコ超会議2016でバーチャルアイドル初音ミクとのコラボレーションで行われた超歌舞伎『今昔饗宴千本桜』の演出を手がける。
- 2020年7月 CAMPFIREコミュニティで三代目尾上菊之丞とオンラインサロンを開始[10]。

## テレビ出演
- 2005年3月放送NHK「芸能花舞台」に出演。
- 2005年7月放送NHK「芸能花舞台　伝説の至芸　2世藤間勘祖」に出演。
- 2007年1月放送NHK「芸能花舞台」に出演。
- 2008年10月20日放送　NHK「トップランナー」に出演。
- 2011年1月9日放送　毎日放送「情熱大陸」に出演。
- 2016年5月15日放送 BSジャパン「日経スペシャル 招待席」に出演[11]。

## 家族
- 歌舞伎舞踊の振り付けを手掛ける日本舞踊の宗家・藤間流三世藤間勘祖（七世藤間勘十郎、藤間高子）の長男。父親は観世流能楽師の五十六世梅若六郎だが、父母の間に婚姻関係はない[12]。また人間国宝二世藤間勘祖（六世藤間勘十郎）、藤間紫は祖父母にあたる。
- 2011年1月、藤間流新年会において、北海道日本ハムファイターズオーナーの大社啓二の娘と婚約を発表をした。
- オフィシャルサイトによると、2020年時点で妻との間に2男を儲けていることが分かる。

## 表彰
2003年3月 平成14年「藤間会」での『春調娘七種・弥生の花浅草祭』の演技により平成14年度（58回）芸術選奨文部科学大臣賞新人賞を受賞

## 人物
- 祖父であり師匠でもある二世藤間勘祖は彼が10歳の時に他界している。この経験から、父が瀕死の状態にあった中村鷹之資[13]の振付を担当した際には、彼に同情する言葉を掛けずに指導した。